# Франческо Колоннезе
Франческо Колоннезе (італ. Francesco Colonnese, нар. 10 серпня 1971, Потенца, Італія) — італійський футболіст, що грав на позиції захисника. Виступав за молодіжну збірну Італії. По завершенні ігрової кар'єри — тренер.
Володар Кубка Італії. Володар Суперкубка Італії з футболу. Володар Кубка УЄФА.

## Клубна кар'єра
У дорослому футболі дебютував 1989 року виступами за команду клубу «Потенца», в якій провів два сезони, взявши участь у 39 матчах чемпіонату.
Згодом з 1991 по 1995 рік грав у складі команд клубів «Джарре», «Кремонезе» та «Рома».
Своєю грою за останню команду привернув увагу представників тренерського штабу клубу «Наполі», до складу якого приєднався 1995 року. Відіграв за неаполітанську команду наступні два сезони своєї ігрової кар'єри. Більшість часу, проведеного у складі «Наполі», був основним гравцем захисту команди.
1997 року уклав контракт з клубом «Інтернаціонале», у складі якого провів наступні три роки своєї кар'єри гравця. За цей час виборов титул володаря Кубка УЄФА.
З 2000 року чотири сезони захищав кольори команди клубу «Лаціо». За цей час додав до переліку своїх трофеїв титул володаря Кубка Італії.
Завершив професійну ігрову кар'єру у клубі «Сієна», за команду якого виступав протягом 2004—2006 років.

## Виступи за збірні
1993 року захищав кольори олімпійської збірної Італії. У складі цієї команди провів чотири матчі.
Протягом 1993—1994 років залучався до складу молодіжної збірної Італії. На молодіжному рівні зіграв у шести офіційних матчах.

## Кар'єра тренера
Розпочав тренерську кар'єру, повернувшись до футболу після невеликої перерви, 2013 року, увійшовши до тренерського штабу клубу «Падова».
Наразі останнім місцем тренерської роботи був клуб «Ліворно», де Колоннезе був одним з тренерів головної команди з 2015 по 2016 рік.

## Досягнення
- Володар Кубка Італії:

«Лаціо»: 2003-04
- Володар Суперкубка Італії з футболу:

«Лаціо»: 2000
- Володар Кубка УЄФА:

«Інтернаціонале»: 1997-98
- Чемпіон Європи (U-21): 1994